# Edoardo Zardini (sciatore)
Edoardo Zardini (Cortina d'Ampezzo, 19 novembre 1976) è un ex sciatore alpino italiano.

## Biografia
Specialista dello slalom speciale, Zardini debuttò nel Circo bianco il 10 gennaio 1995 disputando una gara FIS a Courmayeur in Italia. Esordì in Coppa Europa il 9 febbraio 1996 a Sella Nevea (Italia), senza concludere lo slalom gigante in programma, e in Coppa del Mondo il 9 gennaio 2000 a Chamonix in Francia, non concludendo la prima manche dello slalom speciale.
Il 13 gennaio 2002 a Wengen in Svizzera conquistò l'unico podio di carriera in Coppa del Mondo, piazzandosi terzo posto alle spalle del croato Ivica Kostelić e dello sloveno Mitja Kunc. Nella stessa stagione partecipò ai XIX Giochi olimpici invernali di Salt Lake City 2002, sua unica presenza olimpica, senza concludere la prima manche dello slalom speciale.
L'8 gennaio 2008 a Nauders in Austria conquistò il suo unico podio in Coppa Europa (2º) e concluse l'attività agonistica il 3 marzo successivo piazzandosi terzo a Pampeago in Italia in slalom speciale, in una gara FIS.

## Palmarès

### Coppa del Mondo
- Miglior piazzamento in classifica generale: 49º nel 2004
- 1 podio (in slalom speciale):
  - 1 terzo posto

### Coppa Europa
- Miglior piazzamento in classifica generale: 25º nel 2004
- 1 podio (in slalom speciale):
  - 1 secondo posto

### Campionati italiani
- 3 medaglie[1]:
  - 1 oro (combinata nel 2000)
  - 2 argenti (slalom speciale nel 2000; slalom speciale nel 2002)